# Jeskyně planiny Horný vrch

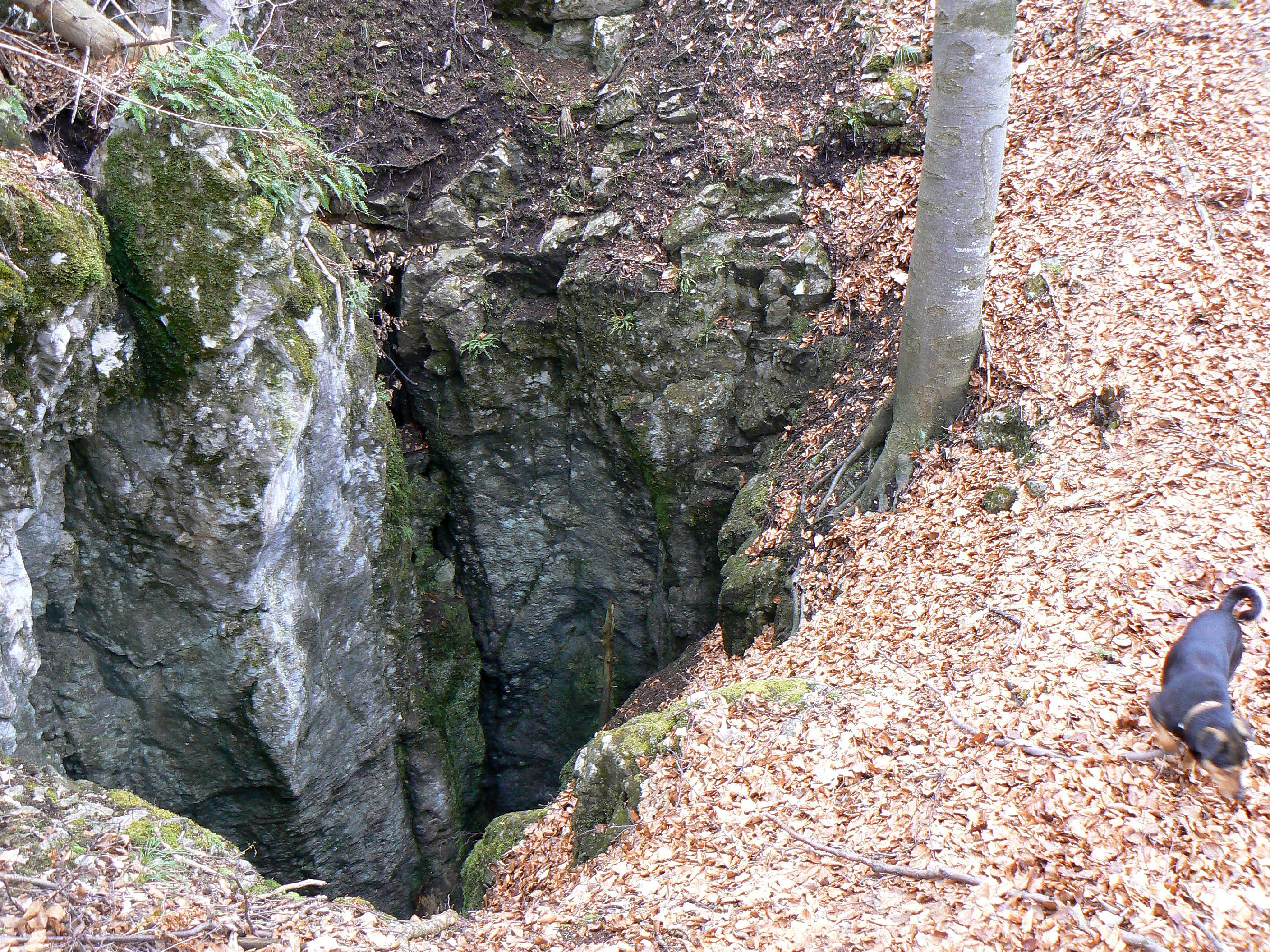
Vlčí hrdlo. Relikt senilní stranové korozní propasti je situován v severní stráni planiny, kde se nachází poměrně málo svislých jeskyní.

Jeskyně planiny Horní vrch patří k podzemním krasovým útvarům, které se nacházejí na planině Horný vrch v Slovenském krasu. Kromě podzemních se zde vyskytují i povrchové krasové formy jako např. škrapy, škrapová pole, krasové dutiny (kaverny), krasové jámy, závrty, propadliště, resp. reliktní šachty.

## Geomorfologie a geologie
Horný vrch představuje podcelek v rámci geomorfologického celku Slovenský kras, a tedy geomorfologicky explicitně vymezené území, v tomto případě s krasovým vývojem. Tradičně vnímaný Horny vrch se vešel mezi toky Turné a Čremošné, ale v posledních letech se vnímá v mnohem širším slova smyslu. Podle nejnovějšího geomorfologického členění (D. kocicka et B. Ivanič, 2011) se již k Hornímu vrchu řadí také kdysi v literatuře samostatně vyčleňovaná Borčianska planina, a dokonce i vápencová troska Žlab, která se v literatuře dosud prakticky nevzpomínala. Plocha takto chápaného geomorfologického celku dosahuje téměř 50 km2. V rámci Horného vrchu se však samostatně vyčleňuje jako část tzv. Borčianské brázdy, která představuje strukturní podmíněnou výraznou depresemi formu na toku Čremošné, na severním i jižním okraji s obnaženým skalním reliéfem vystupujícího mezozoika. Jižní hranice Horného vrchu zahrnuje polovinu Hrušovského amfiteátru, Hrhovský amfiteátr, suk Okrúhle, Petrov laz a SZ roh obce Zádiel. Strukturní suky Dlhé a Hradisko se geomorfologicky řadí už do Turnianské kotliny. Západní hranici tvoří výrazná sníženina Sorošky a nekrasový hřbet Domárky při Lipovníku. Severní hranice se vine sice podél, ale mimo toku Čremošné obchází ze severu morfostrukturu Drienovca, severní okraj vápencového suku Žľab, a přes vrcholy Metlisko a Sněhová hora se napojuje na severní okraj tzv. Borčianské planiny. Odtud už SV a V hranice Horního vrchu kopíruje přesnou linii toku Blatnice, protékající Zádielskou Tiesňavou do Turnianské kotliny.
Horný vrch je zhruba 15 km dlouhé, geologicky pestré těleso, proťaté přibližně uprostřed (ve smyslu podélné osy) významným zlomovým pásmem, tzv. Rožňavským zlomem s V-Z vergencí. Dominantní část podcelku budují karbonatické horniny (vápence, dolomity) střednotriasováho stáří. Styk s nekrasovými a spodnětriasovými souvrstvími je tektonický, především severní stráň vlastní planiny vytváří zlom přesmykového typu. Vlastnosti dominantní mateřské horniny Horného vrchu (wettersteinských vápenců lagunární facie) a především jeho litologie a puklinovitost, podmiňují vznik a vývoj specifického, tzv. krasového reliéfu , který se na povrchu vyznačuje pestrou paletou krasových forem (krasové jámy, reliktní šachty, úvaly, slepé, poloslepé doliny, škrapová pole atd.). V jisté míře odráží vývoj na povrchu i vývoj v podzemí. Podzemí, nebo jinak endokras, má osobitý vývoj a také zahrnuje pestrou paletu forem (různé genetické typy přírodních podzemních dutin - jeskyní).
Významným speleogenetickým faktorem na planině Horný vrch jsou svahové resp. gravitační deformace, které se v důsledku korozního působení atmosférických vod, resp. kryogenních zvětrávání mohou přemodelovat do významných svislých jeskynních struktur s pseudodny a bohatou sintrovou výplní. Právě na takových nespojitostech vznikají trhlinové resp. rozsedlinové propasti s hloubkou i přes sto metrů. Na planině jsou známy dvě takové hluboké propasti - Čertova diera (-186 m) a Čertov dych (-130 m). Vznik obou jeskyní podmínil odlehčený jižní svah, který se pomalu klouže po plastickém spodnotriasovém souvrství. Projevem tohoto pohybu je vznik gravitačních deformací, které postihují zpravidla ve značném rozsahu severní i jižní svah Horního vrchu.

## Stručná historie speleologických průzkumu

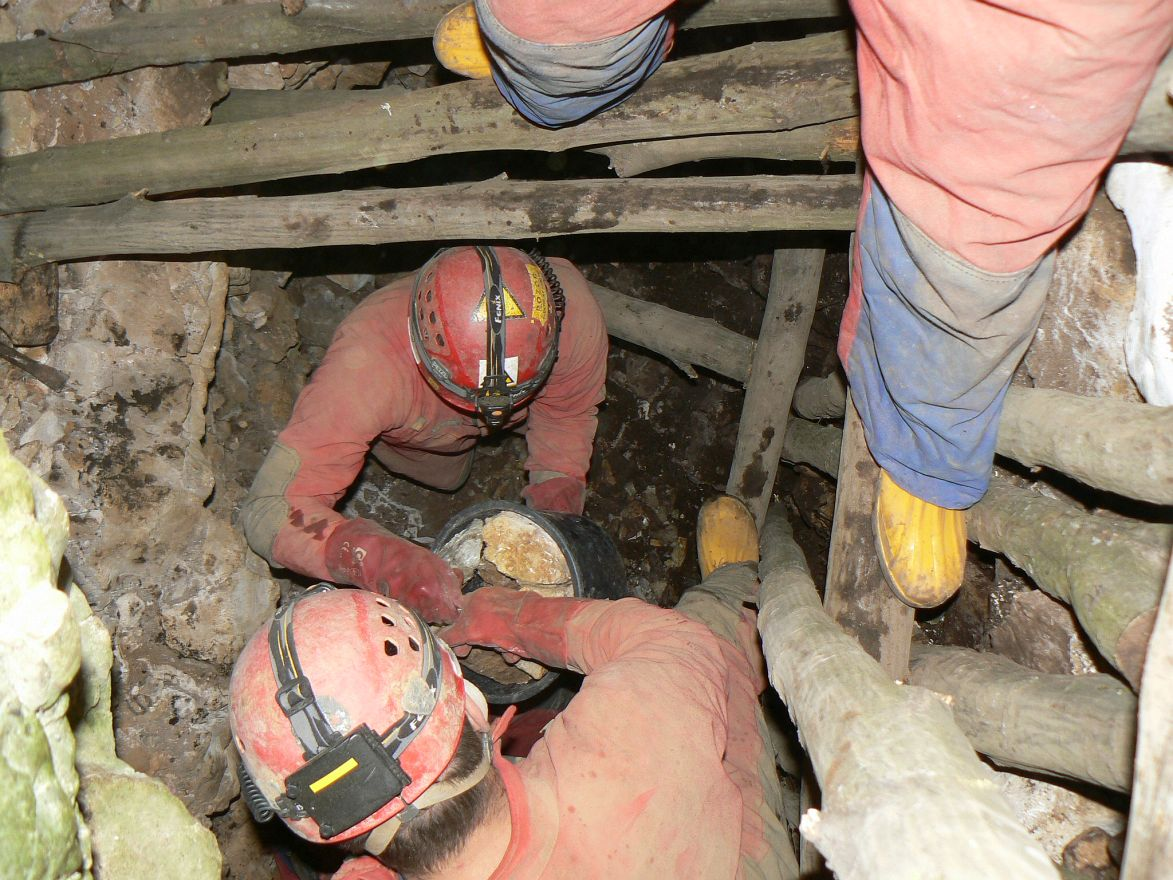
Cílem prolongačných prací v jeskyních Horního vrchu je objevit jejich pokračování a potvrdit jejich předpokládaný vývoj.

Speleologický průzkum Horného vrchu nepřetržitě pokračuje od roku 1938, kdy ho v rámci své diplomové práce, na podnět prof. Radima Kettnera zpracovával geologicky, hydrologicky i speleologicky Josef Janáček, později významný český ložiskový geolog žijící a pracující na Slovensku. Během válečných let se kontaktním krasem Horného vrchu zabýval maďarský hydrolog Sándor Láng. V poválečných letech zkoumala pozoruhodné jeskyně Horného vrchu řada organizací - především Krasová sekce SNM v Praze prostřednictvím významných českých průzkumníků Františka Skřivánka a Vladimíra Stárka. Na jejich průzkum a výzkum navázali jejich kolegové, především Jaroslav Hromas, Bohuslav Kučera, Ivan Turnovec a další. Slovenští badatelé působili na planině stejně intenzivně - šlo vesměs o osobnosti, které se již dříve podílely na objevu Gombasecké jeskyně: Vilam Rozložník, Štefan Roda, Ladislav Herényi st. Koncem šedesátých let rekognoskoval zdejší kras geolog Vladimír Lysenko. V sedmdesátých letech na planině vykonával podrobný a všestranný speleologický průzkum Alexander Komaško se svou skupinou. Na výzkumu Čertovy diery se podíleli i maďarští jeskyňáři ze skupiny Vörös Meteor v Budapešti. V osmdesátých letech min. st. dosáhla významné úspěchy mladá generace rožňavských a později Turnianských jeskyňářů ze Slovenské speleologické společnosti, kteří v Čertově díře dosáhli hloubku 186 m. Tito jeskyňáři, kteří se později odčlenili od Rožňavské skupiny, působili na planině dlouhodobě, prakticky do současnosti. Zabývali se rekognoskací, prolongaci i dokumentací. Od devadesátých let působí na planině kontinuálně i jeskyňáři z košického pracoviště Slovenského muzea ochrany přírody a jeskyňářství resp. z jiných skupin Slovenské speleologické společnosti, kteří zde rovněž vykonávají intenzivní činnost. Na podzim 2014 z jejich revize vyplynul aktuální počet jeskyní na Horním vrchu, který dosáhl 250 jeskyní.
Lze shrnout, že na objevování, průzkumu a dokumentaci jeskyní i povrchových krasových forem se podílelo do dnešních dob přes sto jeskyňářů ze Slovenska, Česka i Maďarska. Horný vrch patří díky intenzivním a náročným jeskyňářským pracím ve všech podobách mezi nejlépe prozkoumaná krasová území na Slovenska.

## Současný stav poznání

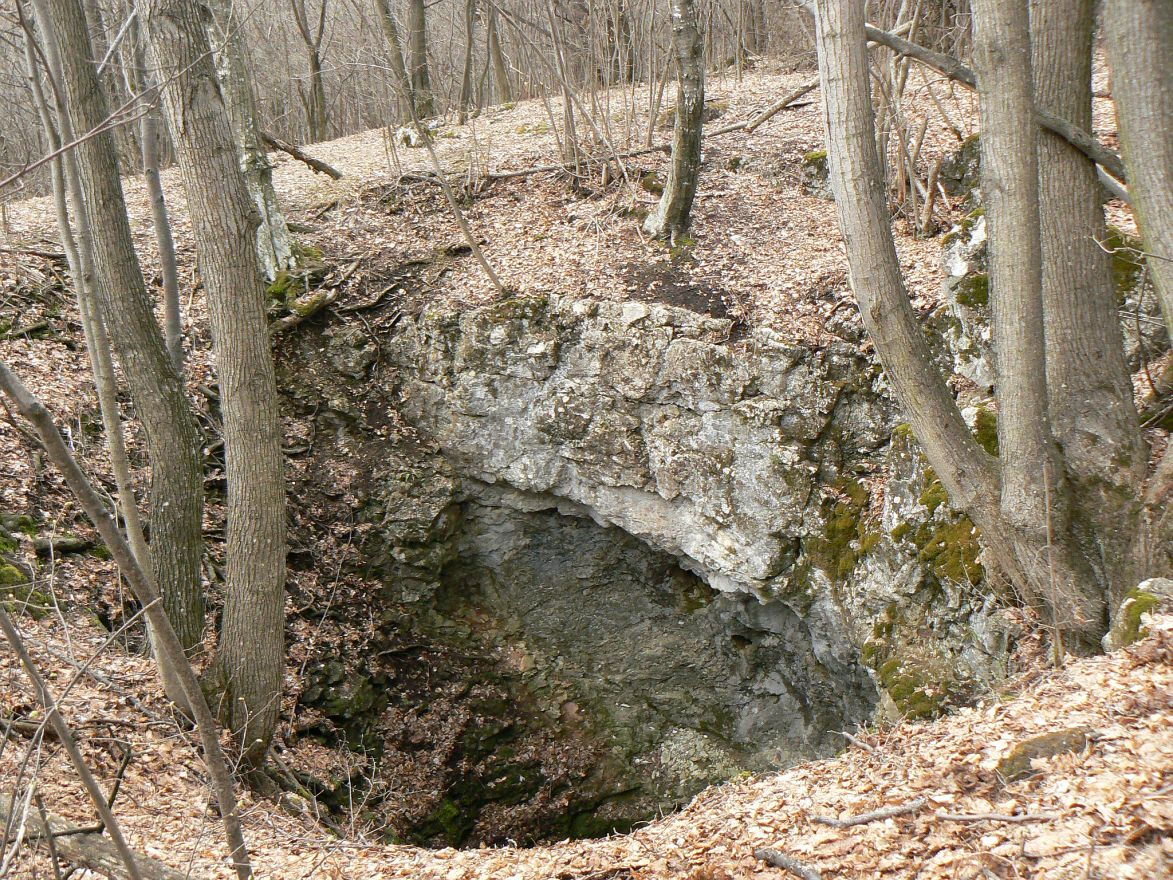
Lipovnícky velký Zombor je významná krasová propast s hloubkou 55 m. Mohutné ústí se otevírá na hřebeni mezi krasovými jámami. V literatuře se zmiňuje již v roce 1938.

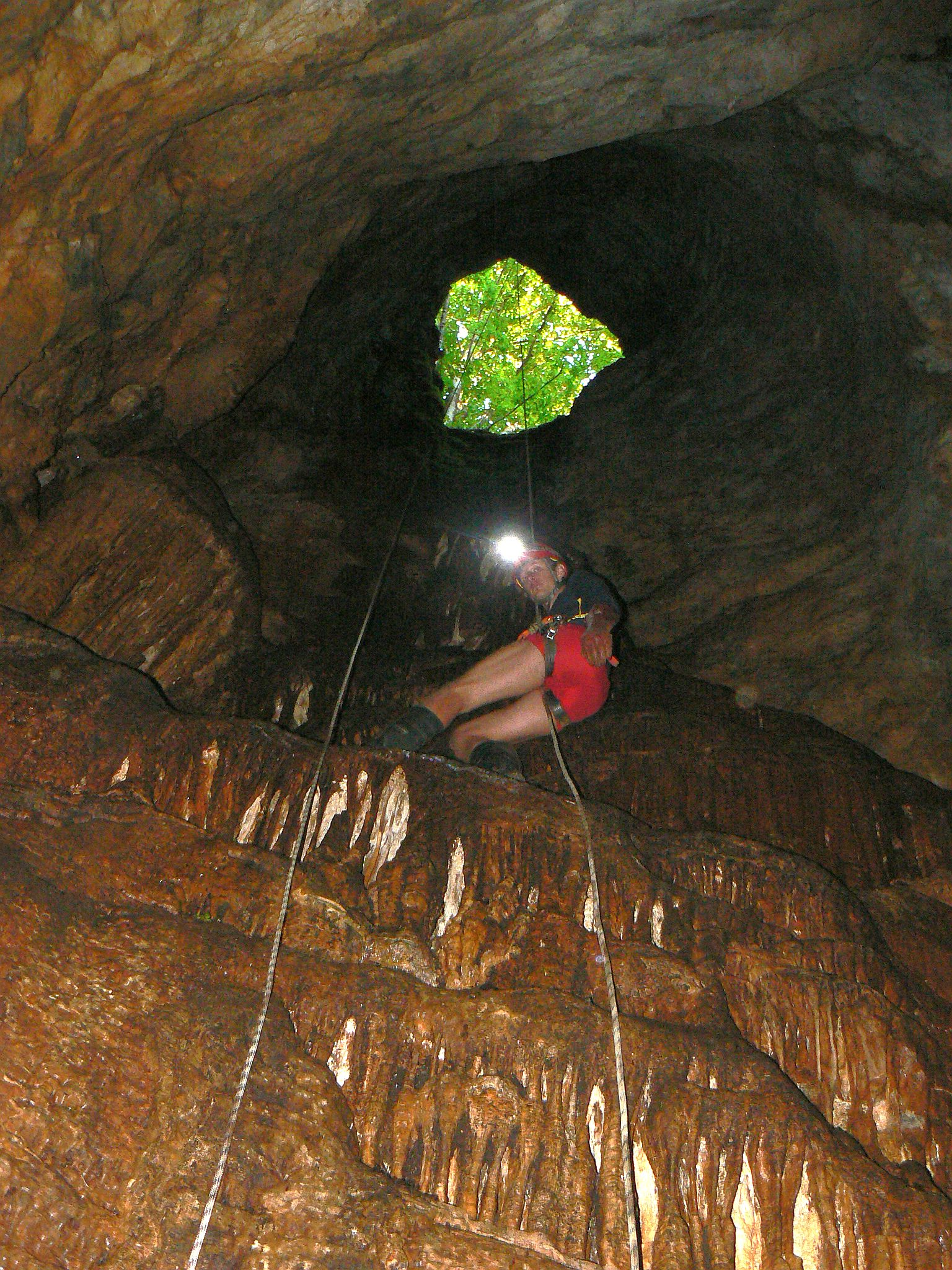
Vstupní šachta Lipovníckeho velkého Zombor (pohled ze dna). Stěny ve spodní části šachty zdobí senilní sintrové nátekové formy. Nahoru se rýsuje kruhový obrys ústí.

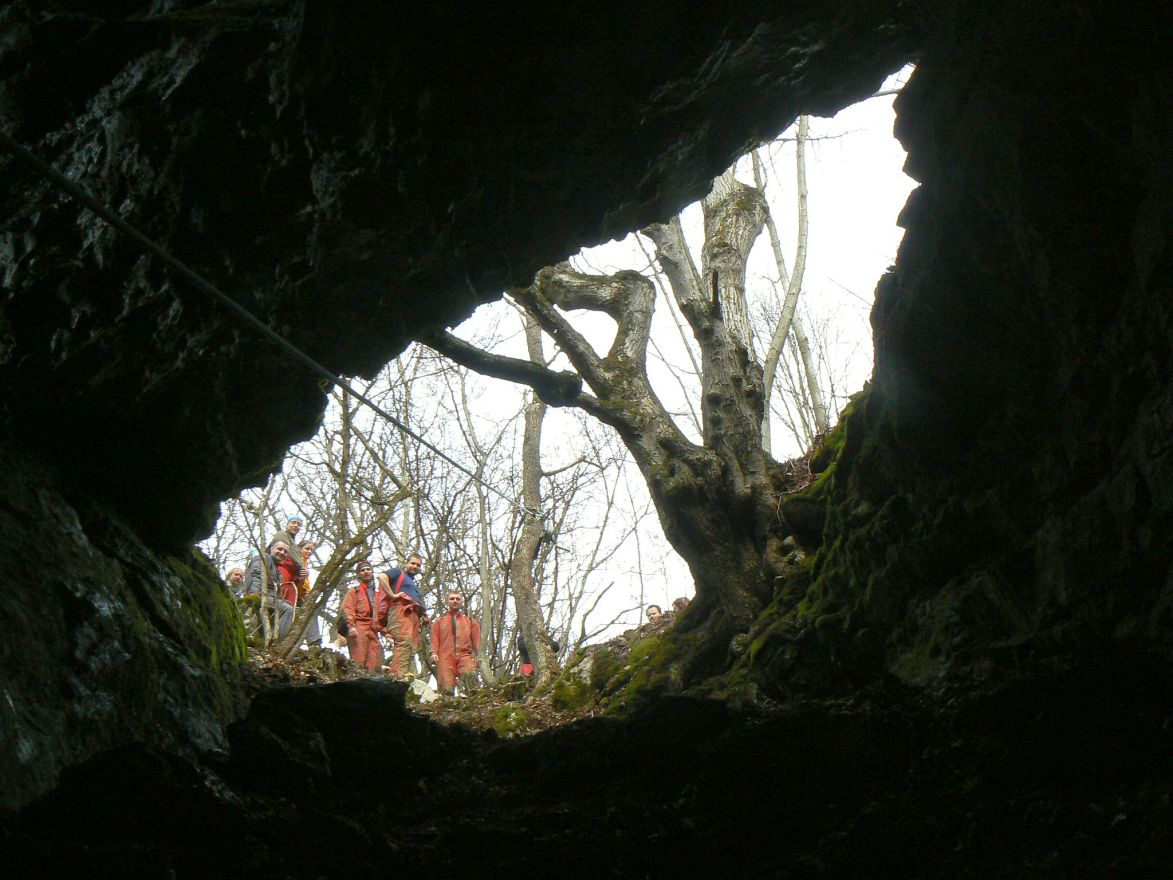
Jeskyně Lipový most představuje relikt inaktivní fluviokrasovej jeskyně, už v senilním stádiu vývoje. V jeskyni se našly pozůstatky tří lidí, pravděpodobně z dob druhé světové války.

Na Horném vrchu bylo k říjnu 2014 evidovaných 250 známých jeskyní. Celkový počet známých jeskyní ve Slovenském krasu v současnosti podle dokumentátorů z košického pracoviště SMOPaJ převýšil počet 1200.
Vybraný seznam pozoruhodných jeskyní Horního vrchu zohledňuje různá kritéria:

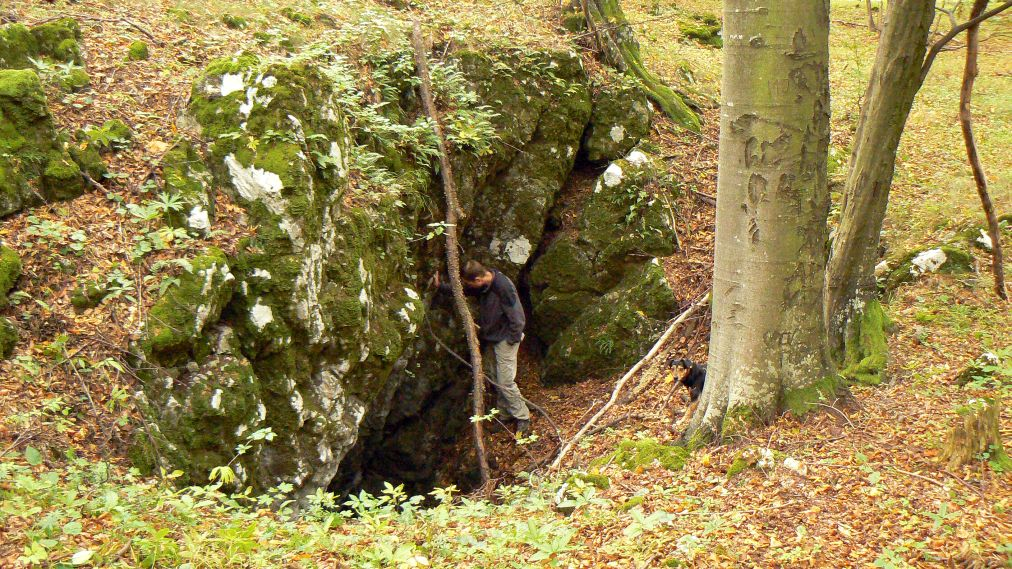
Borovičková propast. 14 m hluboká svislá jeskyně s rozsedlinově-korozním vývojem leží v blízkosti jižní hrany planiny. Krasový reliéf ve zdejším okolí postihly gravitační deformace, v jejichž důsledku vzniká právě tento typ jeskyní.

- Čertova diera - 186 m/cca 1000 m; rozsedlinově korozní, nejhlubší a nejdelší jeskyně planiny, zimoviště netopýrů
- Čertův dech - 130 m/250 m; rozsedlinově-korozní, 2. nejhlubší jeskyně planiny; geomorfologicky významná
- Marciho diera - 150 m; fluviokrasová; speleogeneticky, geomorfologicky, speleohistoricky významná; zimoviště netopýrů
- Veľká veterná diera - 120 m; 3. nejhlubší jeskyně planiny, rozsedlinově-korozní, geomorfologicky významná
- Snežná diera - 25 /95 m; rozsadlinovo-korozní, geomorfologicky významná
- Havrania propast - 50/88 m; rozsedlinově-korozní, geomorfologicky významná
- Ľadová jaskyňa pod Havraňou skalou - 20 m/87 m; rozsedlinově-korozní, geomorfologicky významná
- Okrajová priepasť - 36 m/80|m; rozsedlinově-korozně-řítivý, geomorfologicky a speleogeneticky významná
- Suchá diera - 27 m/70 m; rozsedlinově-korozní, geomorfologicky významná
- Zlomová priepasť - 32 m/67 m; rozsedlinově-korozní, geomorfologicky významná
- Lipovnícky veľký zombor - 55 m; korozní, geomorfologicky významná
- Jaskyňa pod Čertovou dierou - 15/50 m; rozsedlinově-korozní, geomorfologicky významná
- Býčia jaskyňa - 20 /65 m; fluviokrasová, geomorfologicky a speleogeneticky významná
- Terasová jaskyňa - 20 m/50 m; rozsedlinově-korozní, geomorfologicky významná
- Veterná diera vo Vlčom vrchu - 11 m/40 m; rozsedlinově-korozní, geomorfologicky významná
- Malá veterná diera - 34 m; korozní (?), geomorfologicky zajímavá
- Gotická jaskyňa - 32 m; geomorfologicky, speleoarcheologicky a speleohistoricky významná
- Lipovnícky malý zombor - 18 /30 m; geomorfologicky a speleogeneticky významná
- Farkašova priepasť - 15 m/30 m; korozní, speleogeneticky a geomorfologicky zajímavá
- Sovia priepasť - 15 m/30 m; fluviokrasovo-korozně-řítivý, geomorfologicky a speleogeneticky zajímavá
- Líščie diery - 10 /30 m; rozsedlinově-korozní, geomorfologicky významná
- Medvedia jaskyňa (Horný vrch) - 8 m/28 m; fluviokrasovo-korozně-řítivý, geomorfologicky a speleogeneticky významná
- Lipový most - 12 m/25 m; geomorfologicky, speleogeneticky a historicky významná
- Skrytá jaskyňa - 25 m/ 10 m; korozní, geomorfologicky a speleogeneticky zajímavá
- Priepasť v Lazovom kameni - 22 m/24 m; korozní, geomorfologicky a speleogeneticky zajímavá
- Mačacia diera - 24 m; korozní, geomorfologicky a speleogeneticky významná
- Gustova jaskyňa - 15 m/20 m; fluviokrasová, speleogeneticky a geomorfologicky významná
- Priepasť nad Bôrkou - 15 m/20 m; korozní, geomorfologicky a speleogeneticky zajímavá
- Verem - 18m; korozní, geomorfologicky a speleogeneticky zajímavá
- Povalová jaskyňa - 17 m; geomorfologicky, speleoarcheologicky a speleohistoricky významná
- Úkryt žien - 16 m; korozně-kryogenní, geomorfologicky zajímavá, speleoarcheologicky a speleohistoricky významná

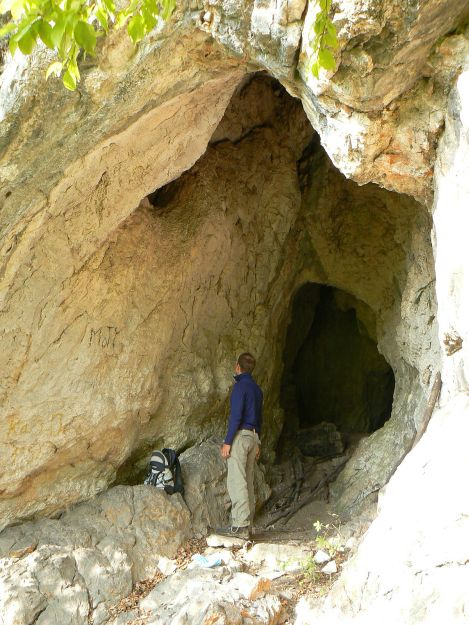
Úkryt žen. Tato 16 m dlouhá korozní jeskyně v Hrhovskom amfiteátru chránila obyvatele Hrhov nejen v době tatarských vpádů, ale i během II. světové války.

- Poodhalená priepasť - 15 m; geomorfologicky a speleogeneticky zajímavá
- Vlčie hrdlo - 15 m; korozní (?), geomorfologicky a speleogeneticky zajímavá
- Javiskový komín - 15 m/ 14 m; korozní, speleogeneticky zajímavá
- Priepasť mŕtvych netopierov - 10 /15 m; korozní (?), speleogeneticky a biospeleologické zajímavá, osteologické nálezy
- Jeskyně pod Hadovníkom - 5 m/ 15 m; korozní (?), geomorfologicky a speleogeneticky významná
- Oltár (jaskyňa 14 m; korozně-kryogenní, geomorfologicky zajímavá, speleohistoricky významná

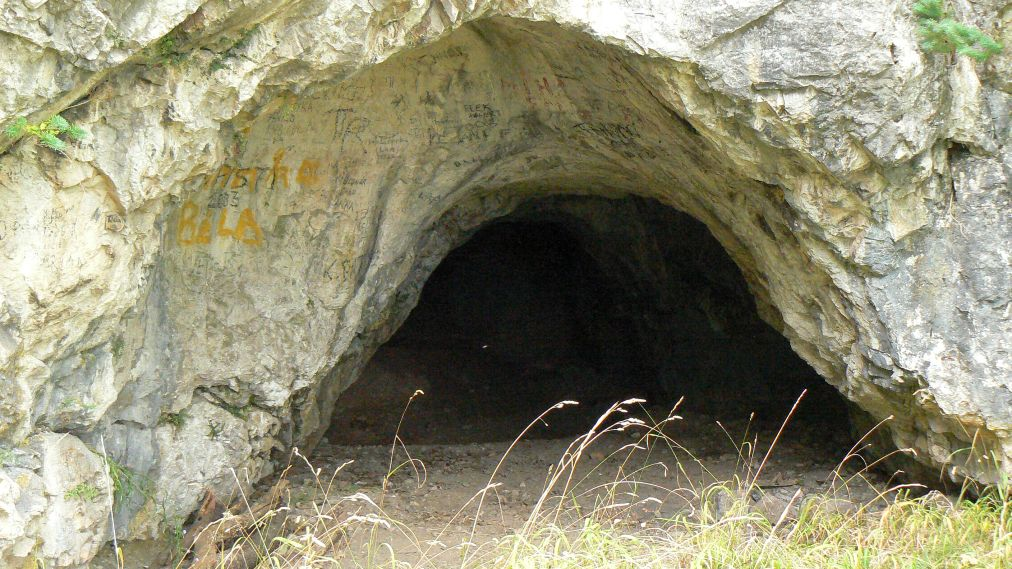
14 metrů dlouhá Oltářní díra v Hrhovskom amfiteátru sloužila podobně jako některé další zdejší jeskyně jako úkryt před Tatary v 13. století. Vstupní, do oblouku klenutý portál je přímo posetý historickými i novodobými nápisy. Jeskyně má korozní původ.

- Úkryt dievčat - 14 m; korozně-kryogenní, geomorfologicky zajímavá, speleoarcheologicky a speleohistoricky významná

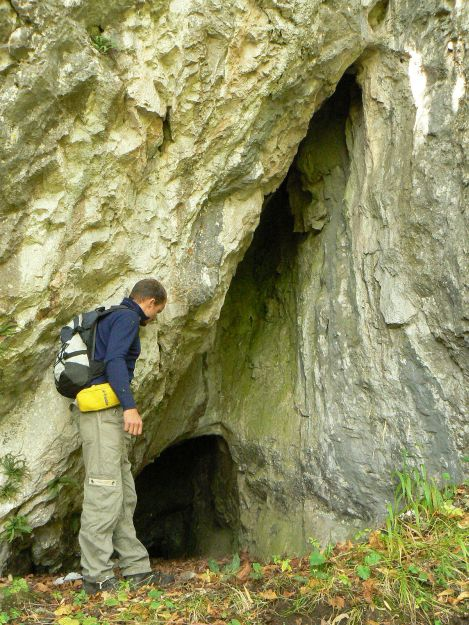
Jeskyně Úkryt dívek patří ke skupině jeskyní situovaných v tzv. Hrhovskom amfiteátru. V době tatarských vpádů sloužila obyvatelům Hrhov jako refugium. Překonala korozní vývoj. Má délku 14 m.

- Veterná diera nad Hrhovom - 12 m; korozně-kryogenní, speleoarcheologicky a speleohistoricky významná
- Bazová priepasť -8 /10 m; korozní, geomorfologicky a speleogeneticky významná
- Javisko (jaskyňa) - 10 m; korozně-kryogenní, speleogeneticky zajímavá
- Skrytá sieň - 10 m; korozně-kryogenní
- Jaskyňa v Kapcovej skale - 5 m/8 m; korozní, speleohistoricky významná, antropogenních činnost
- Bestropá jeskyně - 5 m; korozní (?), speleogeneticky a geomorfologicky významná

## Speleogenetické souvislosti
Jsou to jeskyně různé geneze (vývoje) a různých morfologických typů. Z hlediska geneze jsou zastoupeny fluviokrasové jeskyně v různém stádiu vývoje (např. Býčia jaskyňa, Gustova jaskyňa), různé subtypy korozních (např. Skrytá jaskyňa, Netopierova priepasť, Mačacia diera) a rozsedlinových jeskyní (Čertova diera, Čertov dych). Z morfologického hlediska lze vyčlenit vertikální typ jeskyní (propasti), např. Lipovnícky veľký zombor, Lipovnícky malý zombor, Vlčie hrdlo, Okrajová priepasť a horizontální typ (vývěrové jeskyně, např. Býčia jaskyňa, Gustova jaskyňa).

## Předpokládané jeskynní soustavy Horního vrchu
Vymezit jeskynní soustavy na Horním vrchu není jednoduché. Přestože je na planině známa významná množina jeskyní, zatím se podařilo dostat jen do fragmentu aktivní fluviokrasové jeskyně (v tomto případě ponorových typu Býčí jeskyně). Jelikož rozsáhlejší jeskynní soustavy se vážou na významné ponorové zóny, resp. vyvěračky, jejich vývoj lze dedukovat v oblastech, které ohraničuje zóna ponorů i vyvěraček. Na základě současných znalostí (o. I. J. Šuba et A. Šubová /eds./, 1972) lze předpokládat, že západní část planiny odvodňuje vydatný krasový pramen mělkého oběhu Evetes (Hrušovská vyvěračka). Centrální část planiny a pravděpodobně i její celou východní část podle všeho odvodňuje další mohutný pramen mělkého oběhu -Velká hlava. Ve vztahu k severnímu svahu protilehlé planiny Dolný vrch je to velký nepoměr, protože tam je podobných pramenů mnohem více. Jižní svah planiny odvodňují jen dva významnější krasové prameny, z toho jen jeden s parametry krasových pramenů mělkého oběhu (vyvěraček) naznačujících přítomnost vyvinutých jeskynních soustav (např. předpokládaná jeskynní soustava vyvěračky Velká hlava). Průniku do jeskynních prostor této vyvěračky brání mohutné suťové kužely, které lemují svah planiny.
Předpokládané jeskynní soustavy:
- Jeskynní soustava vyvěračky Evetes
  - Podsestava Mútne studny
- Jeskynní soustava vyvěračky Velká hlava
  - Podsestava Jezera snů
  - Podsestava křesadla a Hlinná